# Jean Rouaud

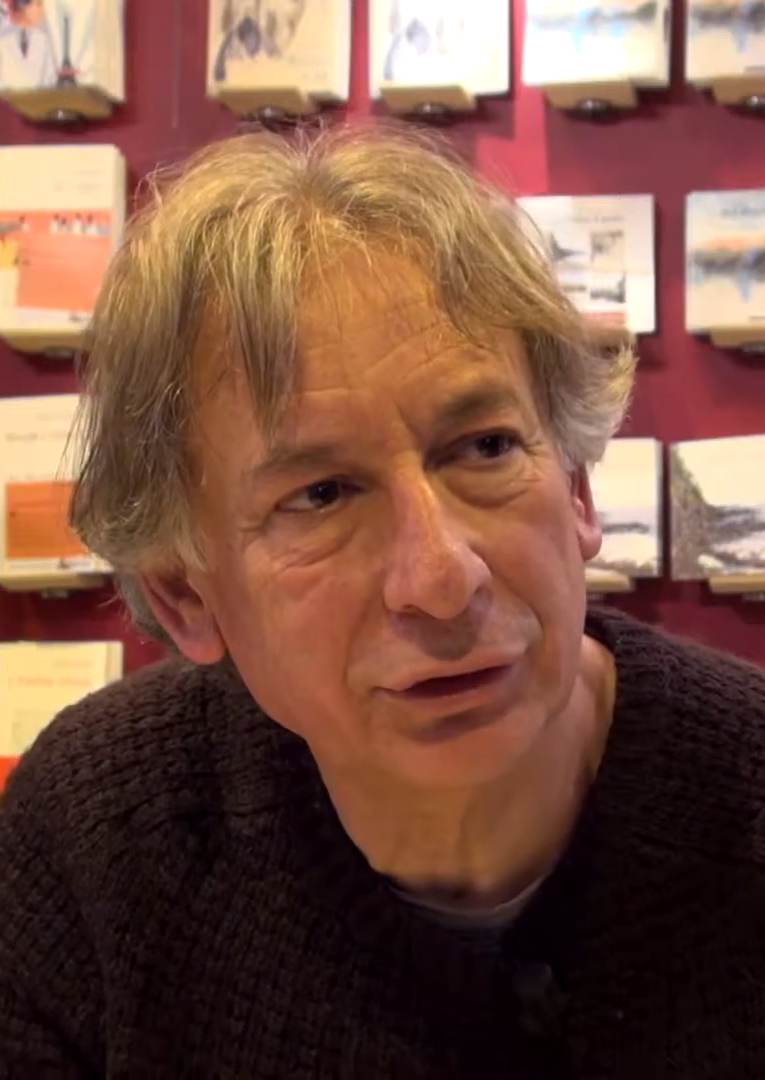
Jean Rouaud (2015)

Jean Rouaud, född 13 december 1952, är en fransk författare. Han föddes i Campbon i Loire-Atlantique, och arbetade innan författarkarriären bland annat som tidningsförsäljare. År 1990 belönades Rouaud med Goncourtpriset för romanen Ärans Fält (Les Champs d'Honneur).